# Knight Squad (videogioco)
Knight Squad è un videogioco sviluppato da Chainsawesome Games e pubblicato nel 2015 per Xbox One, Nintendo Switch e PC.
Nel 2021 è stato pubblicato il sequel del gioco, Knight Squad 2, che alle precedenti piattaforme ha aggiunto anche PlayStation.
Si tratta di un party game con grafica top down dall'ambientazione fantasy/medievale. Le partite si svolgono all'interno di arene dove 8 cavalieri si sfidano in differenti modalità di gioco.

## Modalità di gioco
Knight Squad è un gioco pensato soprattutto per il multiplayer, sia locale sia online. I giocatori scelgono uno degli 8 cavalieri iniziali che differiscono principalmente per il colore. Sbloccando degli obiettivi è possibile ottenere anche altri 4 cavalieri aggiuntivi portando il loro totale a 12.
Le sfide si svolgono dentro a delle arene che occupano l'intera schermata di gioco e ci sono 9 differenti modalità di gioco. Alcune di queste sono pensate solo per il gioco competitivo tutti contro tutti, altre possono essere giocate anche a squadre: 4 contro 4 o divisi a coppie.
Le modalità sono molto diverse tra loro, per questo ognuna ha delle arene speciali in cui si svolgono le sfide.
I controlli di Knight Squad sono molto semplici e si usa solo l'analogico per muoversi e il tasto azione per attaccare. A inizio partita i cavalieri hanno come arma una spada ma nello svolgimento delle sfide possono raccogliere altre armi, potenziarle o ottenere dei power-up.
Proprio le armi e i poteri sono gli elementi che rendono fantasy l'ambientazione del videogioco. Difatti ad armi convenzionali come spade, archi e balestre si affiancano pistole laser, bacchetta magica o boomerang.
- Deathmatch: Una sfida che si può fare sia tutti contro tutti o a squadre. Bisogna eliminare gli avversari, chi fa più uccisioni vince.
- Ultimo uomo rimasto: Una sfida solo tutti contro tutti, è analoga al Deathmatch ma senza respawn. Chi muore è eliminato, vince l'ultimo giocatore che rimane in vita.
- Dominio: Una sfida a squadre. Nell'arena ci sono delle basi neutrali. Entrando nelle basi le facciamo diventare del nostro colore e iniziano a darci dei punti. Lo scopo è difendere le basi ottenute e conquistare quelle dell'avversario.
- Cattura la bandiera: Ogni squadra ha una base e una bandiera. Lo scopo è rubare la bandiera avversaria e portarla nella propria base.
- 'Cattura il Graal': Si gioca sia tutti contro tutti sia a squadre. Al centro dell'arena c'è il Graal, l'obiettivo è prenderlo e portarlo nella propria base.
- Calcio: Una sfida tra due squadre, un'arena con due porte ai lati e un pallone gigante da muovere colpendolo con la propria arma. Chi fa più goal vince.
- Gladiatori: Al centro dell'arena c'è un recinto dorato e se si sta al suo interno si accumulano punti. L'obiettivo è continuare ad eliminare gli altri giocatori ed evitare di essere eliminati, in modo da stare più tempo possibile nel recinto e ottenere più punti.
- Juggernaut: al centro dell'arena c'è un mitragliatore a canne rotanti. Chi riesce a prenderlo si trasforma in un Juggernaut, diventa più resistente e può usare quella super arma. Gli altri giocatori devono cercare di eliminarlo per diventare a loro volta i Juggernaut. I punti si fanno con le uccisioni, chi ne fa di più vince.
- Corsa ai Cristalli: Si gioca a squadre, nell'arena ci sono dei grossi cristalli divisi tra i due colori delle squadre. I giocatori devono distruggere i cristalli della squadra avversaria e difendere i propri.

## Espansione
Chainsawesome Games ha realizzato anche un'espansione per Knight Squad chiamata Extra Cavalleresco.
L'espansione ha aggiunto 3 nuovi Cavalieri e anche 4 modalità di gioco aggiuntive:
- Cacciatore di anime: Si gioca tutti contro tutti. Quando si uccide un altro Cavaliere si ottiene un'anima che fluttua attorno al nostro personaggio. Più uccisioni facciamo più anime abbiamo attorno e se uccidiamo un cavaliere con delle anime rubiamo anche quelle. Le anime vanno riportate alla nostra base e valgono un punto ciascuna.
- Evasione: Si gioca a squadre e ognuna ha una base che fa da prigione. Quando uccidiamo un avversario finisce nella nostra prigione. La squadra avversaria può far evadere i prigionieri usando un tasto davanti alla nostra base. La squadra che riesce a catturare tutta la squadra avversaria vince.
- Corsa alle armi: Una sfida tutti contro tutti dove si parte con la stessa arma. Ad ogni uccisone cambiamo arma in modo da usare tutte quelle presenti nel gioco. Il primo giocatore che fa un uccisone con l'ultima arma vince.
- Serial killer: A inizio partita sopra il nostro personaggio c'è un indicatore che mostra il colore di un cavaliere avversario. Quello è l'unico cavaliere che possiamo uccidere per fare punti. Dopo ogni uccisone il colore cambia e dobbiamo essere i più veloci a eliminare tutti i Cavalieri nell'ordine richiesto.

## Sequel
Ad aprile 2021 è stato pubblicato il sequel: Knight Squad 2. Il gioco apporta piccole migliorie grafiche e lascia invariata la struttura del gioco.
Ci sono sempre delle sfide tra 8 Cavalieri dentro a delle arene ma troviamo più contenuti per le nostre Battaglie.
Alle modalità di gioco classiche ne vengono aggiunte altre 4: Painter, Payload, Minion e Race.
Aumenta anche il numero delle armi come quello dei Power-Up, per offrire ai giocatori delle sfide ancora più varie e assurde.

## Accoglienza
Knight Squad ha raggiunto 1,7 milioni di download solo sulla piattaforma Xbox. Un ottimo risultato se si considera che è un Indie game. Tale cifra è frutto anche di un’iniziale partnership con Microsoft che ha incluso il gioco nei Xbox Live Gold di novembre 2015.
Chainsawesome Games non ha più fatto comunicati per aggiornare i risultati ottenuti da Knight Squad, nemmeno a seguito della pubblicazione su PC e Nintendo Switch.
La pagina del gioco su Steam però mostra un generale apprezzamento del gioco, con 186 recensioni con una valutazione media "Molto positiva".